# Arthur Kriegel
Pour les articles homonymes, voir Kriegel.
Arthur Kriegel, né le 5 octobre 1923 à Strasbourg et mort le 16 octobre 2011 à Paris 5e, est un militant communiste, résistant à l'Occupation de la France par l'Allemagne et célèbre rhumatologue français.

## Biographie
D'origine galicienne, fils de juifs polonais, il est le frère de Maurice Kriegel-Valrimont. Il commence ses études secondaires au Lycée Kléber, mais après l'exode, il se réfugie d'abord à Caen, puis à Toulouse où il achève ses études secondaires et entame son cursus médical. Frappé par le numerus clausus antisémite dont sont victimes les étudiants juifs, il quitte Toulouse pour Lyon à la rentrée 1942 et reprend une première année de médecine. Il se rend ensuite à Paris pour tenter de poursuivre ses études. Il s'engage fin 1944 dans la 1re Armée française sous les ordres du général de Lattre de Tassigny et reprendra ses études de médecine fin 1945.
Il épouse Annie Becker en 1955.
Il meurt le 16 octobre 2011 dans le 5e arrondissement de Paris et est enterré au carré israélite du cimetière du Montparnasse, le 19 octobre.

### Parcours militant
Encore lycéen à Toulouse, il entre en résistance dans la mouvance communiste puis, à son arrivée à Lyon, il rejoint un réseau de résistance plus gaulliste. C'est là qu'il participe à l’évasion d’un groupe de résistants dont fait partie son frère Maurice Kriegel-Valrimont. À Paris, il agit au sein de l’Action ouvrière qui dépend du Mouvement de libération nationale (MLN), et participe aux combats de la Libération, avant rejoindre la 1re Armée.
Il reprend ses études en 1945 et reste un militant communiste actif durant cette période. Il adhère à l'Union des étudiants communistes et représente les étudiants français au congrès de la National Union of Students (en) en Angleterre en 1945. Au printemps 1946, l’UJRF le choisit pour siéger au congrès de l’UNEF à Grenoble. Il cumule les fonctions de dirigeant des étudiants en médecine et de secrétaire de la section du 6e arrondissement du Parti communiste français.
En 1947, il fonde la revue Clarté avec Jacques Hartmann et Annie Besse qu'il épousera quelques années plus tard, en 1955. Il est le "responsable idéologique" de la revue jusqu’à 1950, date à laquelle il termine ses études. Il reste un militant communiste actif jusqu’à l'insurrection de Budapest en 1956. À la suite de cet évènement, il s'éloigne progressivement du Parti qu'il quitte en 1957, comme sa femme Annie.

## Ouvrages d'Arthur Kriegel
- La Vie est un cadeau. Une traversée du XXe siècle, Les Éditions de Paris, 2012 (mémoires posthumes).

## Distinctions
- Chevalier de la Légion d'honneur
- Croix de guerre 1939-1945